# Саньцзян-Дунский автономный уезд
Саньцзя́н-Ду́нский автоно́мный уе́зд (кит. упр. 三江侗族自治县, пиньинь Sānjiāng Dòngzú zìzhìxiàn) — автономный уезд городского округа Лючжоу Гуанси-Чжуанского автономного района (КНР).

## История
Во времена империи Сун в 1105 году был создан уезд Хуайюань (怀远县). После Синьхайской революции он был в 1914 году переименован в Саньцзян (三江县).
После вхождения этих мест в состав КНР в конце 1949 года был образован Специальный район Лючжоу (柳州专区), и уезд вошёл в его состав. В ноябре 1952 года из частей уездов Жунъань, Саньцзян и Лочэн провинции Гуанси, и части уезда Цунцзян провинции Гуйчжоу был создан Дамяошань-Мяоский автономный район (大苗山苗族自治区) уездного уровня. 3 декабря 1952 года уезд Саньцзян был преобразован в Саньцзян-Дунский автономный район (三江侗族自治区) уездного уровня.
В декабре 1952 года в провинции Гуанси был создан Гуйси-Чжуанский автономный район (桂西壮族自治区), и Специальный район Лючжоу вошёл в его состав. В 1953 году Специальный район Лючжоу был расформирован, и автономный район уездного уровня перешёл в состав Специального района Ишань (宜山专区) Гуйси-Чжуанского автономного района провинции Гуанси. В 1955 году Саньцзян-Дунский автономный район уездного уровня был преобразован в Саньцзян-Дунский автономный уезд. В 1956 году Гуйси-Чжуанский автономный район был переименован в Гуйси-Чжуанский автономный округ (桂西僮族自治州).
В 1958 году автономный округ был упразднён, а вся провинция Гуанси была преобразована в Гуанси-Чжуанский автономный район; при этом был расформирован Специальный район Ишань, и вновь создан Специальный район Лючжоу.
В 1971 году Специальный район Лючжоу был переименован в Округ Лючжоу (柳州地区).
19 ноября 2002 года округ Лючжоу был расформирован, и автономный уезд перешёл в состав городского округа Лючжоу.

## Административное деление
Автономный уезд делится на 3 посёлка, 9 волостей и 3 национальные волости.

## Экономика
Саньцзян — крупный центр террасного рисоводства. В уезде развито производство лубочных картинок. В 2024 году здесь работало более 600 мастеров по изготовлению лубочных картинок; годовой объем производства лубка в стоимостном выражении превышал 5 млн юаней.

## Культура
Среди народности дун сохраняются такие традиционные элементы культуры, как игра на лушэн (дудочке из тростника), многоголосое пение, танцы, ткачество и вышивка.

## Достопримечательности
- Комплекс из восьми деревень народности дун Чэнъян бачжай[4]